# Giovanni Leone
Giovanni Leone [džovànni leòne], italijanski politik, * 3. november 1908, Neapelj, † 9. november 2001, Rim.
Leone je bil parlamentarni poslanec Italijanske republike (1955-1963), ministrski predsednik Italijanske republike (21. junij 1963-5. november 1963 in 24. junij 1968-19. november 1968), predsednik Italijanske republike (1971-1978) in dosmrtni senator Italijanske republike (1978-2001).